# NGC 3753
NGC 3753 في الفهرس العام الجديد، هي مجرة، تقع في كوكبة الأسد. اكتشفت في 5 أبريل 1874 بواسطة رالف كوبلاند.

## روابط خارجية
- NGC 3753 على موقع ويكي سكاي: DSS2, SDSS, GALEX, IRAS, Hydrogen α, X-Ray, Astrophoto, Sky Map, Articles and images